# 김려
김려(金鑢, 1766년 4월 21일(음력 3월 13일)~1821년 10월 11일(음력 9월 16일))는 조선 후기의 문인·학자이다. 본관은 연안, 자는 사정(士精), 호는 담정(藫庭)이다. 집안이 노론의 비중 있는 명문이라 당쟁의 화를 많이 당했다.

## 생애
1780년(정조 4) 15세에 성균관에 들어갔으며, 당시에 유행하던 패사소품체(稗史小品體)의 문장을 익혔다. 그리고 김조순(金祖淳)과 《우초속지》(虞初續志)라는 패사소품집을 냈다. 이옥(李鈺) 등과 활발한 교유를 하면서 소품체 문장의 대표적 인물로 주목받았다. 이때부터 1797년에 부령(富嶺)으로 귀양갈 때까지 청암사(靑巖寺)·봉원사(奉元寺) 등에서 독서하였다. 1791년 생원이 되었고 촉망받는 인재로 인정을 받았다.
1797년에 강이천(姜彝天)의 비어사건(飛語事件, 근거 없이 떠도는 말이 원인되어 일어난 일)에 연루되어 부령(富寧)으로 유배되었다. 그곳에서 가난한 농어민과 친밀하게 지내면서 고통받는 사람들에 대한 이해와 애정을 갖게 되어, 이것이 이후 그의 문학에 큰 비중을 차지하게 되었다. 또 그곳의 부기(府妓)와도 어울리며 그들의 처지를 이해하고 그들을 위한 시를 지어, 필화(筆禍)를 입기도 했다. 한편 그 지방의 자제들을 교육하여, 그들이 겉만 화려한 벌열(閥閱, 나라에 공이 많고 벼슬 경력이 많은 집안)보다 우수함을 강조하고, 벌열들에 대한 비판의식을 갖게 하였다. 이로 인해 1799년에 유배지에서 필화를 당했으며, 김려의 저서는 이 때 거의 대부분이 불에 탔다.
1801년(순조 1) 강이천 비어사건의 재조사에서 천주교도와 교분을 맺은 혐의로 다시 진해(鎭海)로 유배되었으며, 그곳에서 어민들과 지내면서 《우해이어보》(牛海異魚譜)를 지었다.
1806년에 아들의 상소로 10년간의 유배생활이 끝났다. 그 뒤로는 주로 저술과 총서의 편집에 전념했다. 김려 자신과 친구들의 시문을 담은 《담정총서》, 야사(野史)를 모아 편찬한 《한고관외사》(寒皐觀外史)와 《창가루외사》(倉可樓外史)가 다 유배 이후의 작품이다.
1812년에 의금부를 시작으로 벼슬길에 올라 정릉참봉(靖陵參奉)·경기전령(慶基殿令)을 거쳤다. 1817년에 연산현감(連山縣監)이 되었다. 1819년에 연산을 떠난 뒤부터 몸이 약해져, 함양군수로 재직 중에 일생을 마쳤다.

## 저서
- 개인 문집: 《담정유고》(전 12권)
- 문집 총서: 《담정총서》(전 17권)
- 어보: 《우해이어보》(牛海異魚譜)[4]
- 야사 총서: 《창가루외사》(倉可樓外史)[5], 《한고관외사》(寒皐觀外史)